# 恋愛小説 (2004年のテレビドラマ)
『恋愛小説』（れんあいしょうせつ）は、2004年3月14日にWOWOW「ドラマW」で放送されたテレビドラマである。原作は金城一紀の『対話篇』に収録の中編小説「恋愛小説」。制作プロダクションのROBOTが初めてテレビドラマ製作に進出したことも話題になった。
2004年6月19日から8月13日まで、ドラマW作品では初めて劇場公開された。

## あらすじ
恋人の美和と喧嘩別れしたばかりの法学部4年生の宏行は、学校の帰り道、同じ大学に通う聡史から声をかけられ、奇妙なことを依頼される。自分の遺言書を作りたいというのだ。自らを“死神”と呼ぶ聡史は不思議な過去を語り始める。
たった独りで豪邸に住む聡史は、11歳の誕生日から1か月の間に親しかった3人の友人と両親を相次いで亡くし、周りから“死神”と呼ばれて忌み嫌われる。塞ぎこむ聡史を引き取ってくれた叔母・千夏も、やっと打ち解けたと思った直後にこの世を去ってしまう。それからのちは完全に心を閉ざして生きてきたが、大学生になってからひょんなことから瑞樹と出会う。親しげに接してくる瑞樹を避けたい聡史は自分の過去を話すが、そんなことには構わない自由奔放な瑞樹と、やがて恋人関係になる。しかし、ひと夏を越して秋になったころ、瑞樹が入院する。再び過去に怯える聡史は別れようとするが、瑞樹は病院に会いに来ることを求めるのだった。人を愛したいのに愛することができない聡史が、たった1度だけ経験した悲しい恋愛の顛末。
瑞樹が亡くなってもうすぐ1年、聡史の自殺を予感した宏行は、聡史の大量の薬を密かに処分して、もう一度美和と話をしようと思っていた。
そして、聡史は、瑞樹からのたくさんのメッセージを見つけていた。

## キャスト
- 久保聡史 - 玉木宏（少年時代：神木隆之介）
- 澤井瑞樹 - 小西真奈美
- 武井宏行 - 池内博之
- 大垣美和 - 平山あや
- 青田浩介 - 弓削智久
- 紺絵里子 - 渡瀬美遊
- 柴田祐市 - 石川伸一郎
- 鈴木真美 - 真木よう子
- 体育教師 - 中根徹
- 酒井学 - 松澤一之
- 酒井浩司 - 渡辺憲吉
- 遠山千夏 - 奥貫薫
- 久保裕也 - 塩見三省

## スタッフ
- 原作 - 金城一紀（中編小説集『対話篇』より「恋愛小説」）
- 監督 - 森淳一
- 脚本 - 坂東賢治
- 音楽 - 佐藤直紀
- 撮影 - 小宮山充
- 美術 - 安宅紀史
- 編集 - 石川浩通
- 照明 - 保坂温
- 装飾 - 天野竜哉
- 録音 - 横溝正俊
- 助監督 - 足立公良
- 企画 - 青木泰憲、堀部徹
- プロデューサー - 松橋真三、守屋圭一郎
- 制作 - ROBOT
- 製作・配給 - WOWOW

## 受賞歴
- 日本民間放送連盟賞 NAB Awards 2004 テレビドラマ番組部門 優秀賞[3]

## 関連商品
- DVD：2006年4月28日、ハピネット、ASIN B000EQIQHY JAN 4907953015951